# كايلا (مدينة)
كييلا (Kegel) هي مدينة وبلدية حضرية في مقاطعة هاريو في شمال غرب إستونيا، 25 كم جنوب غرب تالين. اعتباراً من عام 2021، يبلغ عدد سكان المدينة 10,499 نسمة.
كييلا هي أيضا موقع المباني الإدارية لـ بلدية كييلا المحيطة، وهي بلدية ريفية منفصلة عن المدينة نفسها.

## التاريخ
أقدم آثار الاستيطان البشري في كييلا تعود إلى 2000 إلى 3000 سنة قبل الميلاد. قبل حوالي 1000 عام، تم تأسيس قرية كييلا على ضفاف نهر كييلا. في عام 1219، غزا الدنماركيون شمال إستونيا واختاروا كييلا كموقع لبناء كنيسة فومنتاكي الإيبارشية في ريفالا. كانت الكنيسة الأولى هي هيكل خشبي صغير مكرس بشكل أساسي للقديس ميخائيل، والتي تم استبدالها بكنيسة حجرية في نهاية القرن الثالث عشر. بعد ذلك، جاءت أول إشارة مكتوبة إلى كييلا (Keikŋl) من كتاب التقييم الدنماركي في عام 1241.
في القرن الخامس عشر والسادس عشر، تشكلت مستوطنة تضم بعض العشرات من المباني ومئة شخص حول الكنيسة. في نفس الوقت، قام طلب ليفوني ببناء حصن صغير جنوب شرق الكنيسة على jõesaare (المعروفة اليوم باسم Jõepark). تم اكتشاف آثار الحصن للمرة الأولى في عام 1976 واستمرت الاكتشافات حتى عام 2007.
خلال حرب ليفونيا من عام 1558 إلى 1583، دمرت المستوطنة، بما في ذلك الكنيسة (التي تم ترميمها لاحقًا في عام 1596). زاد من تفاقم الوضع الطاعون والمجاعة في 1601-1602، مما أدى إلى انخفاض عدد السكان وتقلص المجتمع إلى قرية صغيرة حول الكنيسة. واستمر هذا الوضع لثلاثة قرون.

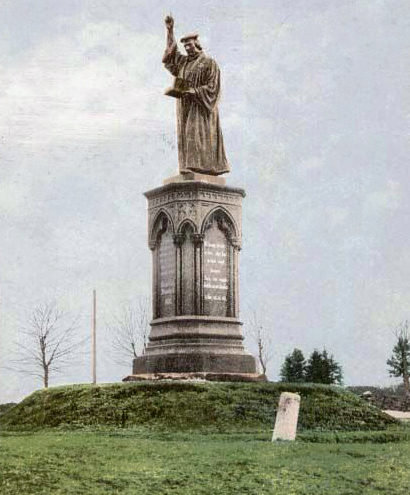
النصب التذكاري السابق ل مارتن لوثر الذي هدم في عام 1949

بدأت فترة من الازدهار في النصف الثاني من القرن العشرين. واحدة من أولى الفعاليات الثقافية الملحوظة كانت إقامة تمثال لـ مارتن لوثر في عام 1862 بالقرب من kirikumõis (مزرعة الكنيسة). ومع ذلك، تم تدمير التمثال بالكامل في عام 1949. في عام 1885، أُقيم أول مهرجان غنائي في كييلا، والذي شارك فيه 19 جوقة وكان تحت إشراف كونستانتين تورنبو من كلوغا. في عام 1867، افتتحت أول مدرسة في مزرعة Väljaotsa، مما يحتفل ببدء التعليم في كييلا. شهدت كييلا تطورًا كبيرًا مع إنشاء خط سكة حديد تالين-بالديسكي في عام 1870. بعد بناء السكك الحديدية إلى كييلا، أصبح المكان معروفًا - كإشارة - باسم Kegelbahn (بالألمانية تعني 'ممر البولينغ').

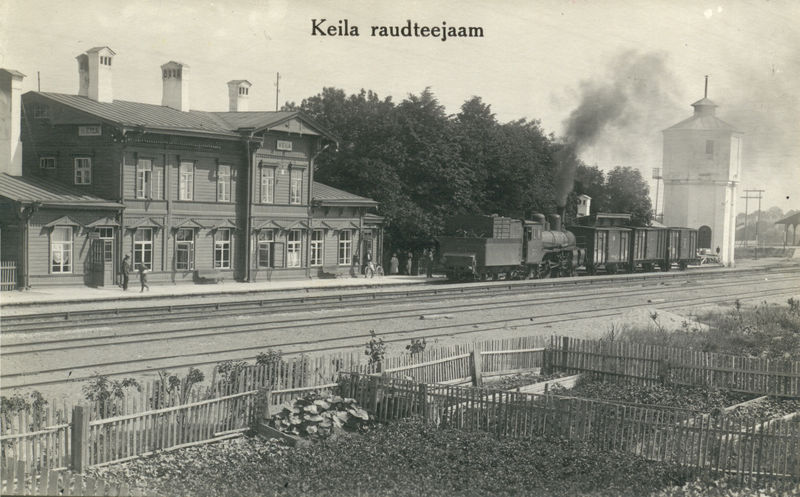
محطة سكة حديد كييلا في عام 1931

أصبحت كييلا مدينة رسمياً في 1 مايو 1938.

### قاعدة عسكرية
خلال الحقبة السوفيتية، تم بناء قاعدة عسكرية، تُعرف باسم Tankipolk (فوج الدبابات)، على أطراف المدينة لإيواء الجنود والدبابات. تم هدم القاعدة بعد بضع سنوات من مغادرة الجيش السوفيتي البلاد. بعد سنوات، تم بناء حي سكني في موقع القاعدة. كما تم تنظيف المناطق الحرجية حولها وتحويلها إلى مسارات مرصوفة ومضيئة جزئيًا. خلال فصل الشتاء، تعمل المنطقة كمسار للتزلج مع العديد من التلال والمسارات. تتراوح المسارات من 3 إلى 7 كيلومتر (1.9 إلى 4.3 ميل) في الطول. أكبر التلال يُعرف باسم Tankimägi (تل الدبابة). قالب:اعتبارًا من، لم يتبقَ سوى بعض أساسات المباني من القاعدة.

## الجغرافيا
تقع المدينة في الغالب على تل كبير يُعرف باسم تل كييلا وفي وادي نهر كييلا. على الجانب الغربي الأقصى من كييلا، يوجد مستنقع نيتفاليا.
الحجر الجيري البالغ من العمر 454 مليون سنة، والذي يمكن رؤيته outcroping في المدينة، يُعرف باسم مرحلة كييلا stage. تم منح هذا الاسم من قبل كارل فريدريك شميت لتمييز طبقة الحجر الجيري، التي تقع بين مرحلة جويفي ومرحلة فاساليمّا.

## التركيبة السكانية

### السكان
وفقًا لتعداد السكان في 1 يوليو 2011، كان عدد السكان 10030.
وفقًا لتعداد عام 2011، كان عدد السكان 10,014.
وفقًا لتعداد عام 2009، كان عدد السكان 9,873.

### التركيبة العرقية
وفقًا لتعداد عام 2000، كان عدد السكان 9,388. كان 82.8% من الإستونيون، و12.1% الروس، و1.8% الأوكرانيون، و0.9% الفنلنديون، و0.7% البيلاروسيون، و0.2% الليتوانيون، و0.1% البولنديون، و0.1% التتار، و0.1% الألمان و0.1% اللاتفيون.
| العرق        | 1922 | 1922 | 1934 | 1934 | 1941 | 1941 | 1959 | 1959 | 1970 | 1970 | 1979 | 1979 | 1989  | 1989 | 2000 | 2000 | 2011 | 2011 | 2021  | 2021  |
| العرق        | عدد  | %    | عدد  | %    | عدد  | %    | عدد  | %    | عدد  | %    | عدد  | %    | عدد   | %    | عدد  | %    | عدد  | %    |       |       |
| ------------ | ---- | ---- | ---- | ---- | ---- | ---- | ---- | ---- | ---- | ---- | ---- | ---- | ----- | ---- | ---- | ---- | ---- | ---- | ----- | ----- |
| الإستونيون   | 772  | 97.8 | 939  | 96.9 | 1057 | 98.8 | 2583 | 85.2 | 4621 | 82.9 | 5573 | 77.5 | 7094  | 70.4 | 7773 | 82.8 | 8291 | 84.9 | 8935  | 85.1  |
| الروس        | 8    | 1.01 | 14   | 1.44 | 11   | 1.03 | -    | -    | 673  | 12.1 | 1191 | 16.6 | 2177  | 21.6 | 1133 | 12.1 | 1078 | 11.0 | 1025  | 9.76  |
| الأوكرانيون  | -    | -    | 0    | 0.00 | -    | -    | -    | -    | 79   | 1.42 | 116  | 1.61 | 299   | 2.97 | 166  | 1.77 | 139  | 1.42 | 264   | 2.51  |
| البيلاروسيون | -    | -    | -    | -    | -    | -    | -    | -    | 40   | 0.72 | 60   | 0.83 | 111   | 1.10 | 64   | 0.68 | 53   | 0.54 | 58    | 0.55  |
| الفنلنديون   | -    | -    | 0    | 0.00 | 0    | 0.00 | -    | -    | 88   | 1.58 | 105  | 1.46 | 115   | 1.14 | 84   | 0.89 | 56   | 0.57 | 40    | 0.38  |
| اليهود       | 0    | 0.00 | 1    | 0.10 | 0    | 0.00 | -    | -    | 6    | 0.11 | 5    | 0.07 | 13    | 0.13 | 1    | 0.01 | 1    | 0.01 | 0     | 0.00  |
| اللاتفيون    | -    | -    | 5    | 0.52 | 0    | 0.00 | -    | -    | 15   | 0.27 | 11   | 0.15 | 16    | 0.16 | 7    | 0.07 | 5    | 0.05 | 8     | 0.08  |
| الألمان      | 4    | 0.51 | 8    | 0.83 | -    | -    | -    | -    | -    | -    | 18   | 0.25 | 23    | 0.23 | 7    | 0.07 | 10   | 0.10 | 12    | 0.11  |
| التتار       | -    | -    | 0    | 0.00 | -    | -    | -    | -    | -    | -    | 31   | 0.43 | 43    | 0.43 | 8    | 0.09 | 7    | 0.07 | 5     | 0.05  |
| البولنديون   | -    | -    | 2    | 0.21 | 0    | 0.00 | -    | -    | -    | -    | 8    | 0.11 | 14    | 0.14 | 10   | 0.11 | 8    | 0.08 | 9     | 0.09  |
| الليتوانيون  | -    | -    | 0    | 0.00 | 0    | 0.00 | -    | -    | 20   | 0.36 | 23   | 0.32 | 24    | 0.24 | 23   | 0.24 | 24   | 0.25 | 18    | 0.17  |
| غير معروف    | 0    | 0.00 | 0    | 0.00 | 0    | 0.00 | 0    | 0.00 | 0    | 0.00 | 0    | 0.00 | 0     | 0.00 | 30   | 0.32 | 6    | 0.06 | 28    | 0.27  |
| أخرى         | 5    | 0.63 | 0    | 0.00 | 2    | 0.19 | 449  | 14.8 | 32   | 0.57 | 53   | 0.74 | 143   | 1.42 | 82   | 0.87 | 85   | 0.87 | 95    | 0.90  |
| المجموع      | 789  | 100  | 969  | 100  | 1070 | 100  | 3032 | 100  | 5574 | 100  | 7194 | 100  | 10072 | 100  | 9388 | 100  | 9763 | 100  | 10499 | 99.98 |

### التركيبة الدينية
الدين في رعية كايلّا (2021) 

## الفنون والثقافة

### المتاحف

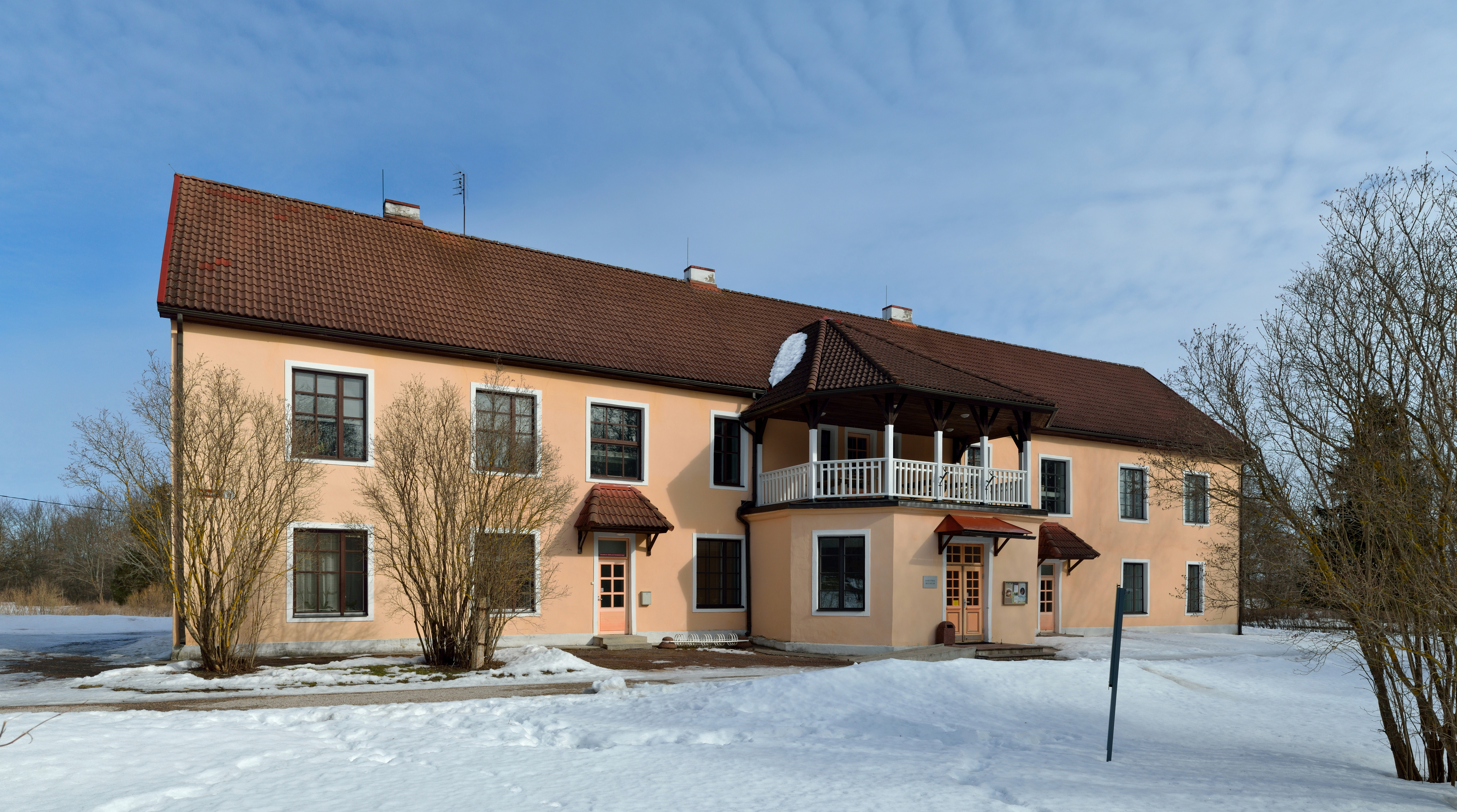
متحف Harju County Museum في القصر التاريخي في كايلّا.

متحف Harju County Museum يقع في كايلّا وافتتح في عام 1988. يوثق المتحف حياة مقاطعة هاريو على مر التاريخ ويقع في القصر التاريخي في كايلّا (Gutshaus Kegel).

## التعليم

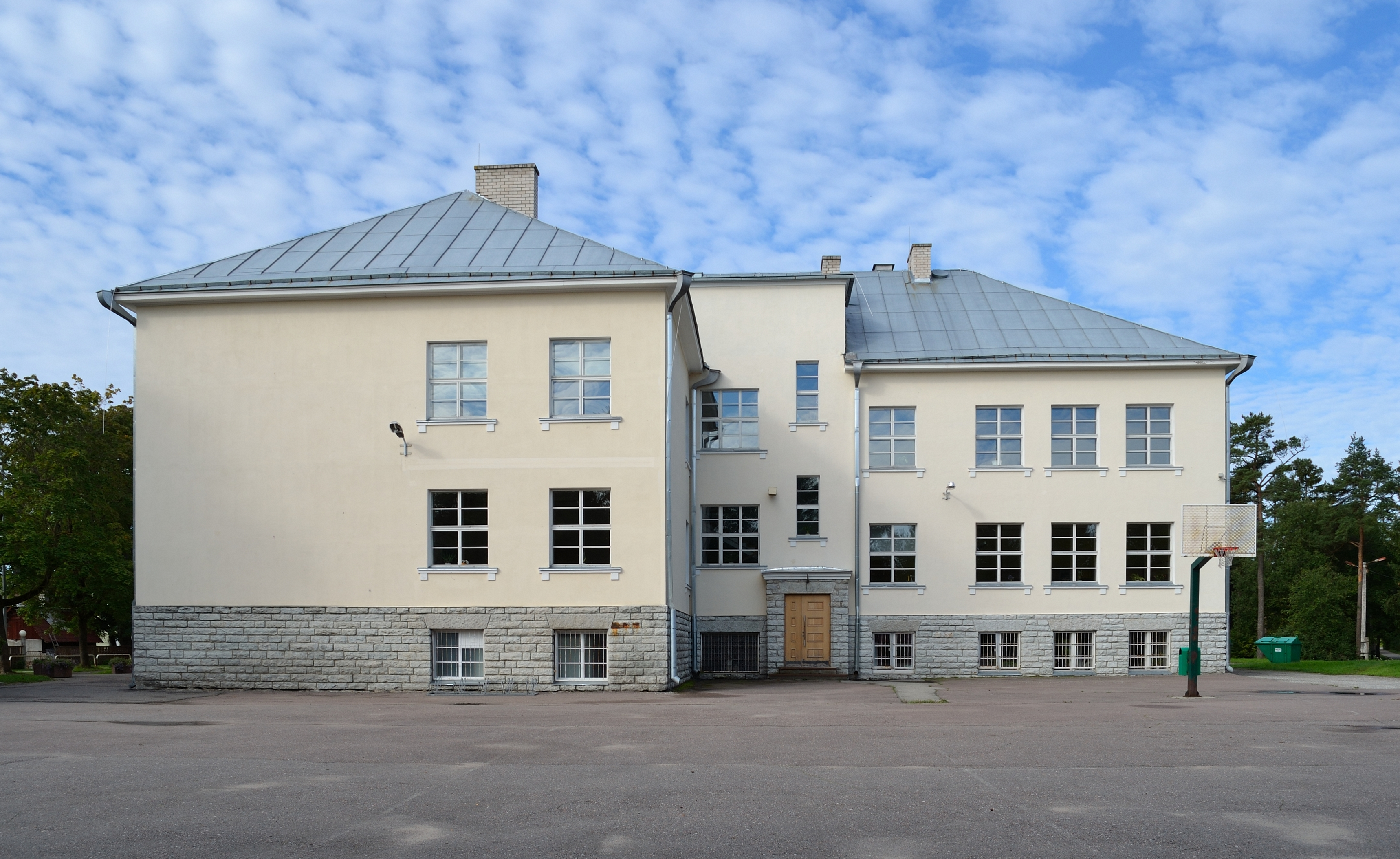
مدرسة ابتدائية

يوجد العديد من المدارس في كايلّا.
- مدرسة كايلّا الثانوية نسخة محفوظة 12 فبراير 2013 على موقع واي باك مشين.
- مدرسة كايلّا المشتركة
- مدرسة كايلّا الموسيقية نسخة محفوظة 5 يناير 2020 على موقع واي باك مشين.

وثلاث رياض أطفال.

## النقل والبنية التحتية

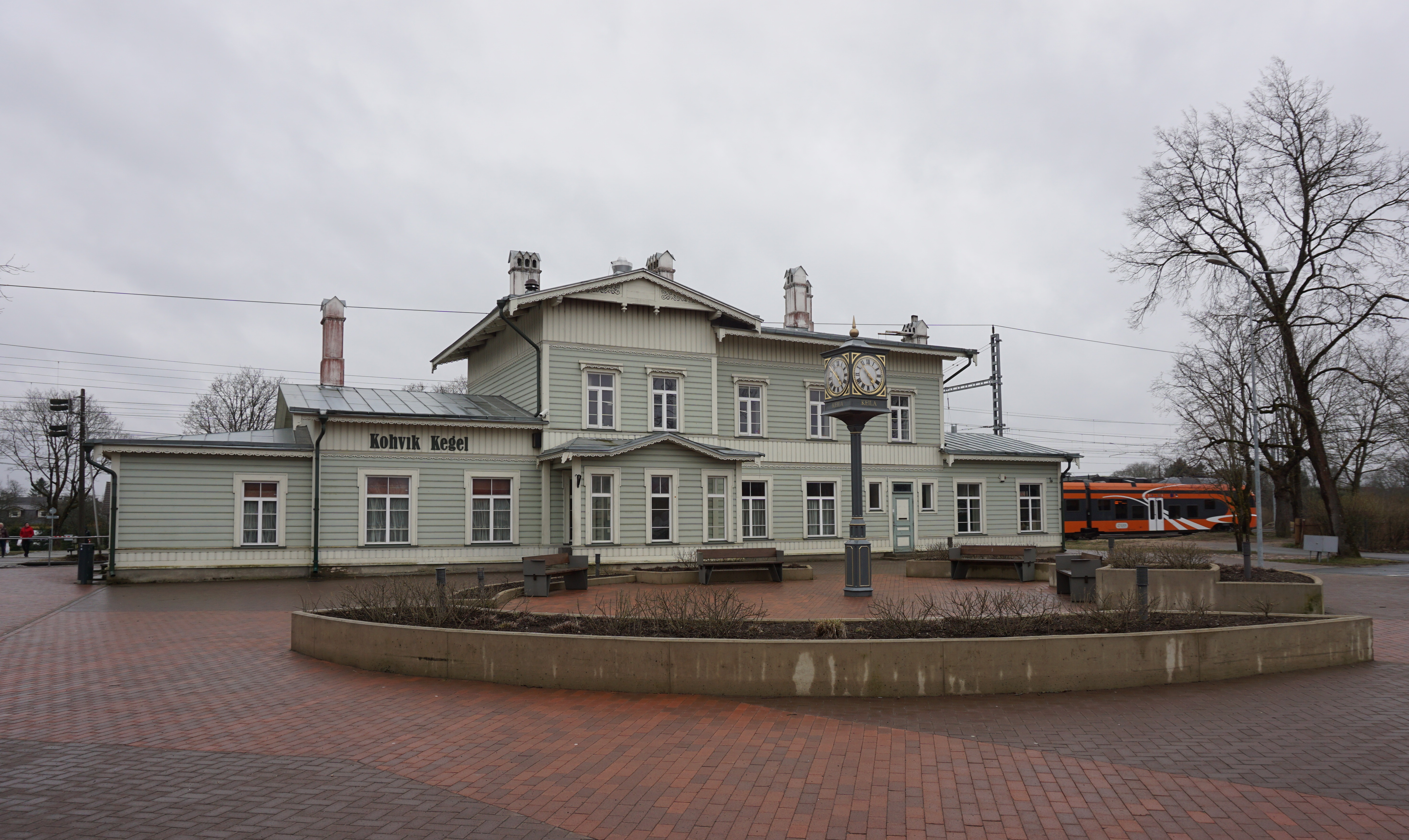
محطة كايلّا للسكك الحديدية

تخدم كايلّا محطة كايلّا للسكك الحديدية الواقعة على خط السكك الحديدية بين تالين وبالديستي / توربا. المحطة تخدمها شبكة السكك الحديدية للركاب في تالين، وهي شبكة سكك حديدية كهربائية تديرها إلرون، تربط مدينة تالين بضواحيها والمناطق الريفية المحيطة.

## العلاقات الدولية

### المدن التوأم — المدن الشقيقة
تعتبر كايلّا مدن توأم مع:
- تشياتورا، جورجيا
- ناككا، السويد
- هويتينين، فنلندا
- كيرافا، فنلندا
- بارسبوتل، ألمانيا
- سيغولدا، لاتفيا
- بيرشتوناس، ليتوانيا

## سكان بارزين
- يكاترينا غولوفاتينكو (مواليد 1979)، متزلجة على الجليد
- أولو يوجي (1921–2007)، مؤرخ حروب وناشط وطني
- أستريد ليبا (1924–2015)، ممثلة ومخرجة
- بيرو باولوس (مواليد 1967)، مغني ومؤلف
- روبرت راغاستيك (1902–1959)، جغرافي ومعلم
- أغو سيلدي (مواليد 1963)، سياسي
- سييري سيساسك (مواليد 1968)، مغنية وسياسية
- كارت تومينغاس (مواليد 1967)، مغنية وممثلة
- نوبلو (مجهول)، مغني راب
- بيتر فولوكونسكي (مواليد 1954)، ممثل وموسيقي روك ومؤلف
- أولكسندر ياكيمينكو (مواليد 1964)، سياسي، رئيس سابق لجهاز الأمن الأوكراني

## المعرض

جرافيتي في كايلّا
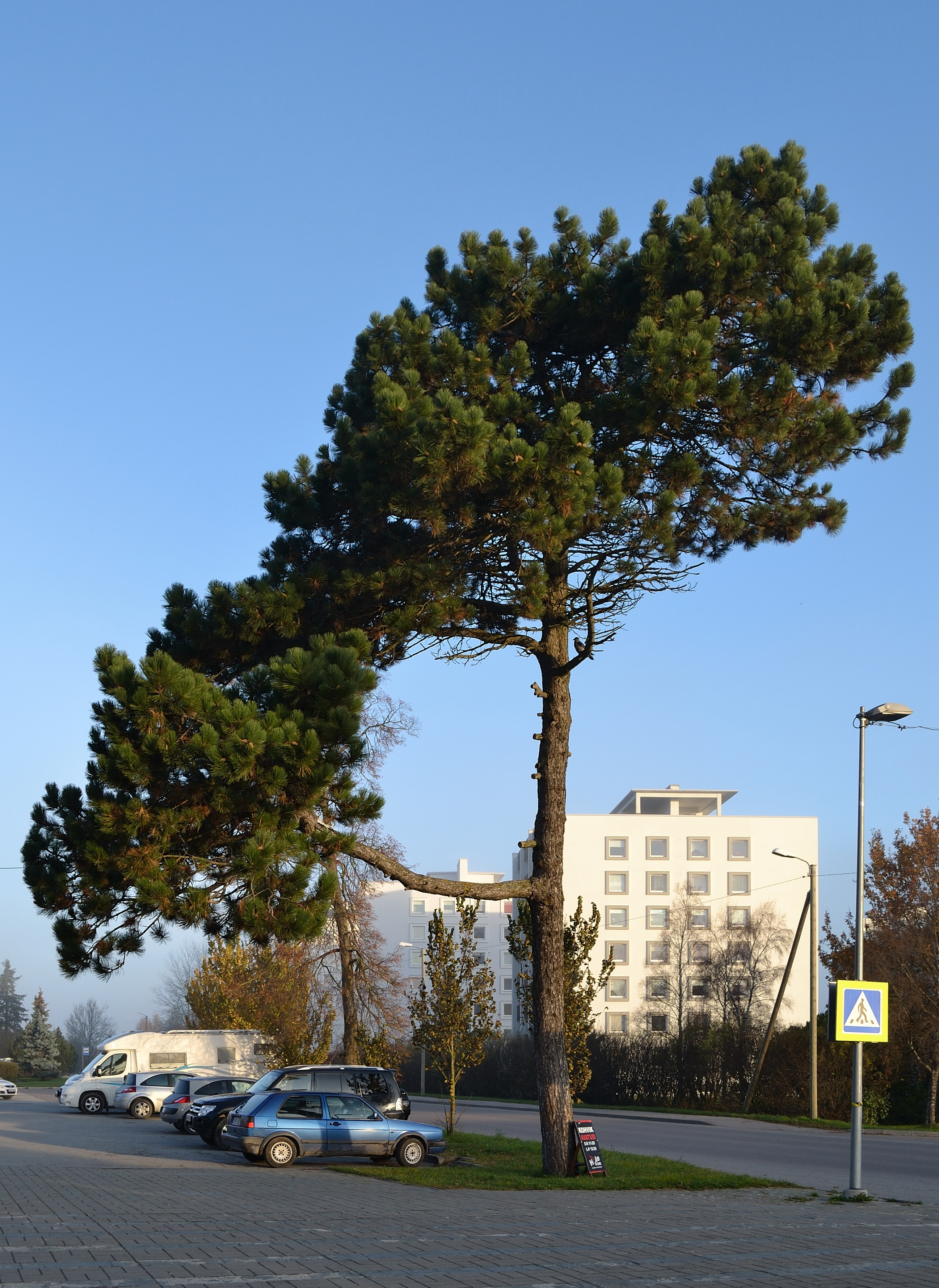
شجرة Pinus nigra المزروعة في كايلّا
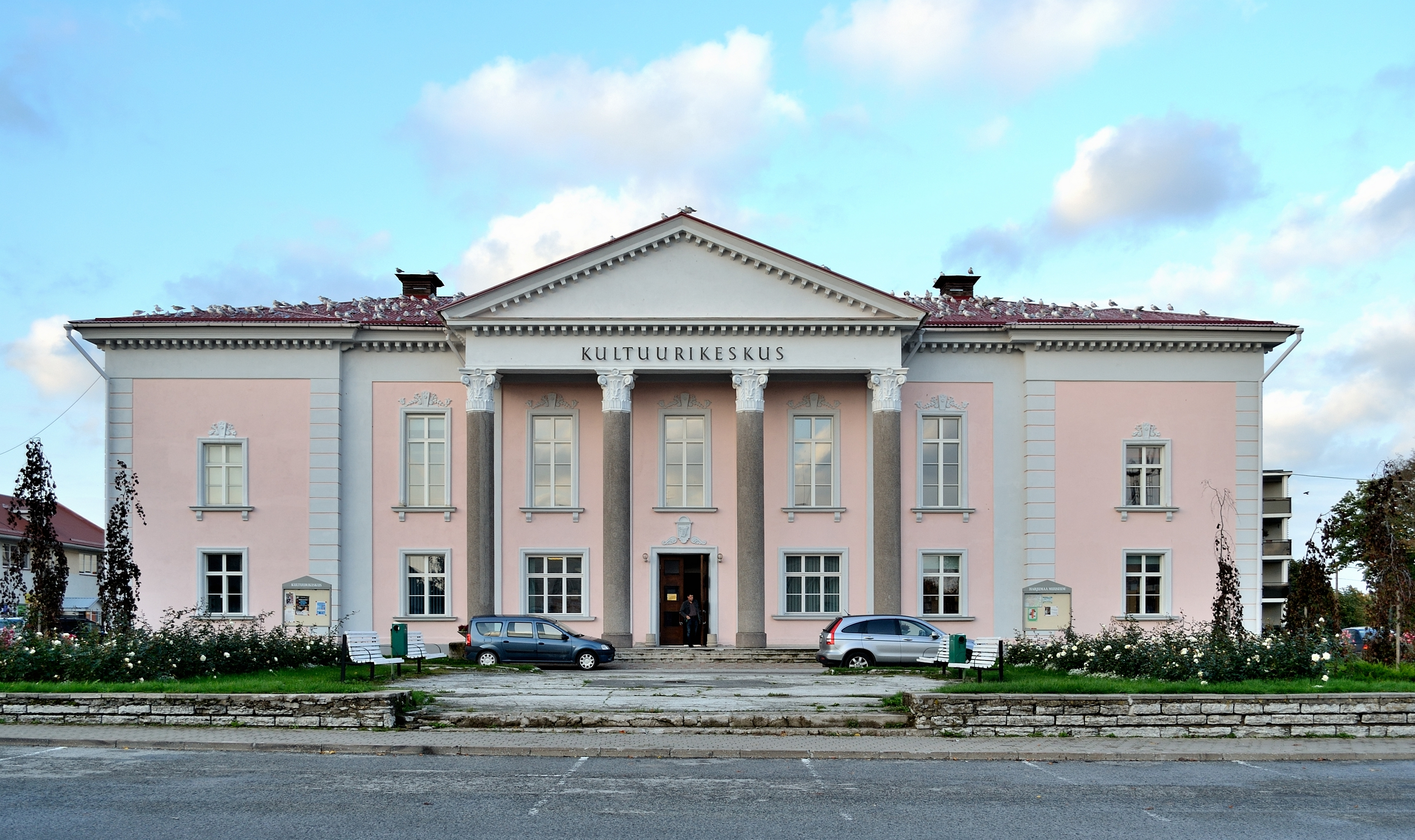
المركز الثقافي

## الروابط الخارجية
- الموقع الرسمي
- متحف هاريوما